# Hubert Lentz
Hubert Lentz (* 19. November 1927 in Kempen; † 20. August 2014 in Würselen-Bardenberg) war vom 1. November 1962 bis zum 20. April 1986 Oberstadtdirektor und anschließend bis zum 31. Oktober 1986 Stadtdirektor von Düren.
Lentz studierte von 1948 bis 1954 Rechtswissenschaften, Philosophie und Theologie. Schon während seiner Studienzeit, nämlich ab 1953, war er wissenschaftlicher Hilfsassistent und Assistent am Institut für Kirchenrecht und rheinische Kirchenrechtsgeschichte der Universität zu Köln. Am 19. Februar 1957 promovierte Lentz zum Dr. jur. Vom 1. März 1959 bis zum 31. Oktober 1962 war er im Kultusministerium Nordrhein-Westfalen in Düsseldorf tätig.
Am 16. Juli 1962 wurde Lentz zum Oberstadtdirektor gewählt. Dieses Amt trat er am 1. November des gleichen Jahres an. Im Jahre 1974 wurde er wiedergewählt. 
Von 1966 bis zur Auflösung im Jahr 1975 war er Mitglied der Bildungskommission des Deutschen Bildungsrates.
Nach seiner Dienstzeit praktizierte Lentz als Rechtsanwalt. Sein Sohn ist der Schriftsteller Michael Lentz.
Vorgänger von Lentz als Oberstadtdirektor war Hans Brückmann, sein Nachfolger als Stadtdirektor wurde Hans Lehmacher.

## Auszeichnungen
- Verleihung des Bundesverdienstkreuzes am Bande am 18. September 1978
- Verleihung des Bundesverdienstkreuzes 1. Klasse am 4. Juli 1984